# 潟頭
潟頭（かたがしら）は、新潟県新潟市西蒲区の大字。郵便番号は953-0067。

## 概要
1889年（明治22年）から現在の大字。新川支流飛川左岸に位置する。
もとは江戸時代から1889年（明治22年）まであった潟頭村の区域の一部で、地名は旧鎧潟南部にあたり、潟の頭部を意味するといわれる。

### 隣接する町字
北から東回り順に、以下の町字と隣接する。
- 下和納
- 安尻
- 赤鏥

※飛落川を挟んで馬堀、桜林と隣接。

## 歴史
開発年代は不明。1618年（元和4年）に長岡藩領となる。

### 年表
- 1889年（明治22年）4月1日 : 合併により潟南村の大字となる。
- 1901年（明治34年）11月1日 : 合併により漆山村の大字となる。
- 1955年（昭和30年）1月1日 : 合併により巻町の大字となる。
- 2005年（平成17年）3月21日 : 合併により新潟市の大字となる。
- 2007年（平成19年）4月1日 : 新潟市の政令指定都市移行により、西蒲区の大字となる。

## 世帯数と人口
2018年（平成30年）1月31日現在の世帯数と人口は以下の通りである。
| 大字 | 世帯数  | 人口  |
| ---- | ------- | ----- |
| 潟頭 | 115世帯 | 329人 |

## 小・中学校の学区
市立小・中学校に通う場合、学区は以下の通りとなる。
| 番地 | 小学校             | 中学校             |
| --- | ------------------ | ------------------ |
| 1番地1～693番地 | 新潟市立巻南小学校 | 新潟市立巻東中学校 |
| 2460番地1、2507番地5・7、2528番地3～8 2539番地6～8、2548番地2、2550番地3・5 2560番地1～6、2567番地、2568番地1・6～9 2568番地11～13、2611番地1・18 2614番地1、2673番地、2709番地1 2721番地7、2729番地1、2731番地1 2734番地、2736番地、2739番地 2764番地 | 新潟市立漆山小学校 | 新潟市立巻東中学校 |

## 主な企業・施設
- 新潟市立巻東中学校

## 交通

### 道路
- 国道116号（巻バイパス）